# Luci Bel·liè
Luci Bel·liè (llatí: Lucius Bellienus) va ser un magistrat romà que formava part de la gens Bel·liena. La seva germana, Bel·liena, era la mare de Luci Sergi Catilina.
Sal·lusti l'esmenta en La guerra de Jugurta, segons el qual va ser pretor a l'Àfrica el 107 aC (motiu pel qual ha estat confós amb Gai Bel·liè). Posteriorment, Apià ens informa que l'any 81 aC, a instàncies de Sul·la, va matar Quint Lucreci Ofel·la, que volia ser cònsol contra els desitjos de Sul·la. Per aquest motiu, i a requeriment de Juli Cèsar, va ser condemnat a l'exili l'any 64 aC, segons Asconi Pedià.